# John Anderson Jr.
John Anderson Jr. (8. maj 1917 - 15. september 2014) var en amerikansk politiker.
Han var den 36. guvernør i Kansas, hvor han var guvernør i perioden 1961-1965.